# Osmia xanthomelana
Osmia xanthomelana je palearktična vrsta samotarskih divjih čebel, ki je razširjena tudi v Sloveniji.

## Opis
Osmia xanthomelana je srednje velika vrsta, ki doseže telesno dolžino med 12 in 13 mm. Osnovna barva telesa je črna, obraz in oprsje pa sta poraščena z zlatorjavimi dlačicami, ki proti zadku bledijo.
Gnezdi v šopih trave ali med koreninami v rahlih tleh, kjer zgradi celice iz ilovice, znano pa je, da v njene celice pogosto zalega tudi osa vrste Sapyga quinquepunctata katere ličinke se hranijo s pelodom, namenjenim čebeljim ličinkam.
V Sloveniji je Osmia xanthomelana uvrščena na rdeči seznam kožekrilcev.